# MLG 27
Das MLG 27 ist ein auf der Mauser BK 27 basierendes mittelkalibriges Automatikgeschütz für maritime Anwendungen. Es wird von Rheinmetall hergestellt. MLG 27 steht dabei für Marine-Leicht-Geschütz im Kaliber 27 Millimeter.

## Beschreibung
Das Geschütz, das als Revolverkanone aufgebaut ist, dient als Leichtgeschütz zur Bekämpfung von ungepanzerten oder leicht gepanzerten Seezielen, Flugzeugen, Flugkörpern, aber auch Landzielen. Die Wahl fiel auf die Mauser BK 27, da sich die Waffe im Einsatz beim Panavia Tornado und Eurofighter Typhoon bewährt hatte. Das Geschütz wird einzellafettiert und fernbedient. Ein Vorteil des Geschützes ist, dass es leicht nachträglich auf bereits vorhandene Kriegsschiffe integriert werden kann, da keine Decksdurchbrüche notwendig sind. Zur Zielverfolgung dient neben einer Tageslichtkamera ein Wärmebildgerät. Das Waffensystem ist damit allwetterkampffähig. Das gesamte Feuerleitsystem ist im Geschütz integriert. Ein Laserentfernungsmesser erlaubt die Entfernungsmessung sowohl manuell als auch automatisch. Die Munition wird aus einem Munitionskasten geringer Größe rechts neben der Waffe zugeführt.

## Benutzer
Das MLG 27 ist auf praktisch allen größeren Einheiten der Deutschen Marine zu finden, wie beispielsweise den Fregatten der Bremen-, Brandenburg- und Sachsen-Klasse, den Korvetten der Braunschweig-Klasse oder den Einsatzgruppenversorgern. Auch auf den neuen Fregatten der Baden-Württemberg-Klasse wird es verwendet. Es ersetzt dabei vorhandene 20-mm- und 40-mm-Geschütze oder stellt auch die Erstausrüstung dar. Im MLG 27 setzt die Deutsche Marine seit 2003 die ebenfalls von Rheinmetall entwickelte FAPDS-Munition ein.
Laut einer Ausschreibung aus Juni 2025 soll das MLG 27 bei der Deutschen Marine im Rahmen des Beschaffungsprojektes „querschnittliche Nachfolgelösung Marineleichtgeschütz (qNFMLG)“ durch ein neues Geschützsystem im Kaliber 30 mm abgelöst werden. Dieses soll insbesondere auch Air-Burst-Munition zur Drohnenabwehr verschießen können. Damit reagiert die Marine auf die zunehmende Bedrohung von Marineschiffen durch Drohnen.

## Technische Daten
- Revolverkanone mit fünf Kammern
- Funktionsprinzip: Gasdrucklader
- Gewicht: 850 kg
- Kaliber: 27 × 145 mm
- Höhenrichtbereich: −15°/+60°
- Seitenrichtbereich: −/+170°
- Mündungsgeschwindigkeit: 1.100 m/s
- Kadenz: 1.700 Schuss/min
- Reichweite: >2.000 m